# シモーヌ・シモン
シモーヌ・シモン（Simone Simon, 本名: Simone Thérèse Fernande Simon, 1911年4月23日 - 2005年2月22日）は、フランス・マルセイユ出身の女優。
戦前から、本国以外にもアメリカ合衆国双方で活動した。

## 略歴

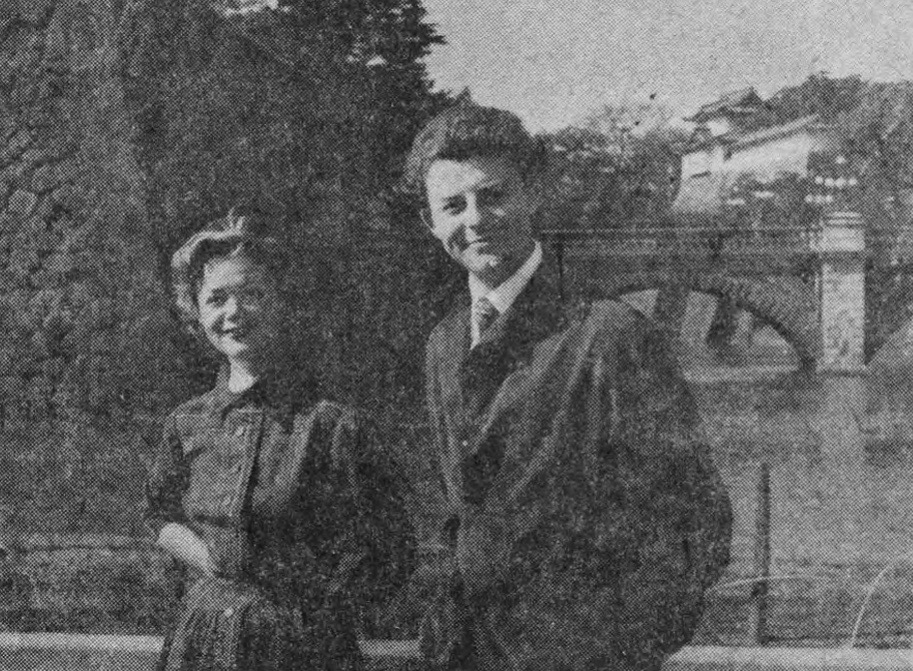
1953年10月18日から28日にかけて、第1回「フランス映画祭」（主催：ユニフランス・フィルム）が東京、大阪、京都の各都市で開催された。映画祭に参加するためアンドレ・カイヤット、シモーヌ・シモン、ジェラール・フィリップが来日した。写真は皇居の二重橋を訪れたシモンとフィリップ。

1931年からフランスにおいて映画女優として活動を始め、短期間のうちに名声をうちたてた。1933年の映画『乙女の湖』を観たダリル・F・ザナックによって、1936年、シモーヌはハリウッドに招かれた。しかし大いに喧伝されたにもかかわらず20世紀フォックスでの出演作は大して当たらなかった。不満をかかえたままシモーヌは故国に帰り、1938年に『獣人』に登場した。
第二次世界大戦が勃発すると、シモーヌはハリウッドに再び渡り、1941年からはRKO映画の『悪魔の金』（1941年）、怪奇映画『キャット・ピープル』（1942年）及び続編と銘打った『キャット・ピープルの呪い』（1944年）で英語による映画でもよく知られるようになった。だが、これらの成功も後が続かず、終戦まで二流映画の出演に甘んじることになった
戦後フランスに戻ったシモーヌは『輪舞』（1950年）に出演する。これ以降の出演作はわずかであり、最後にフィルムに登場したのは1973年のことであった。2005年2月22日にパリにおいて老衰によって死去。94歳。
シモーヌは生涯独身であったが、多くの仲間の俳優や音楽家ら等と親密な関係を持った。お付きのメイドによると、興味を持った男性には誰でも私室への金の鍵を渡したらしい。その中にはジョージ・ガーシュウィンもいるという。
1953年（昭和28年）10月20日、第1回「フランス映画祭」のために来日した。

## 主な出演作品

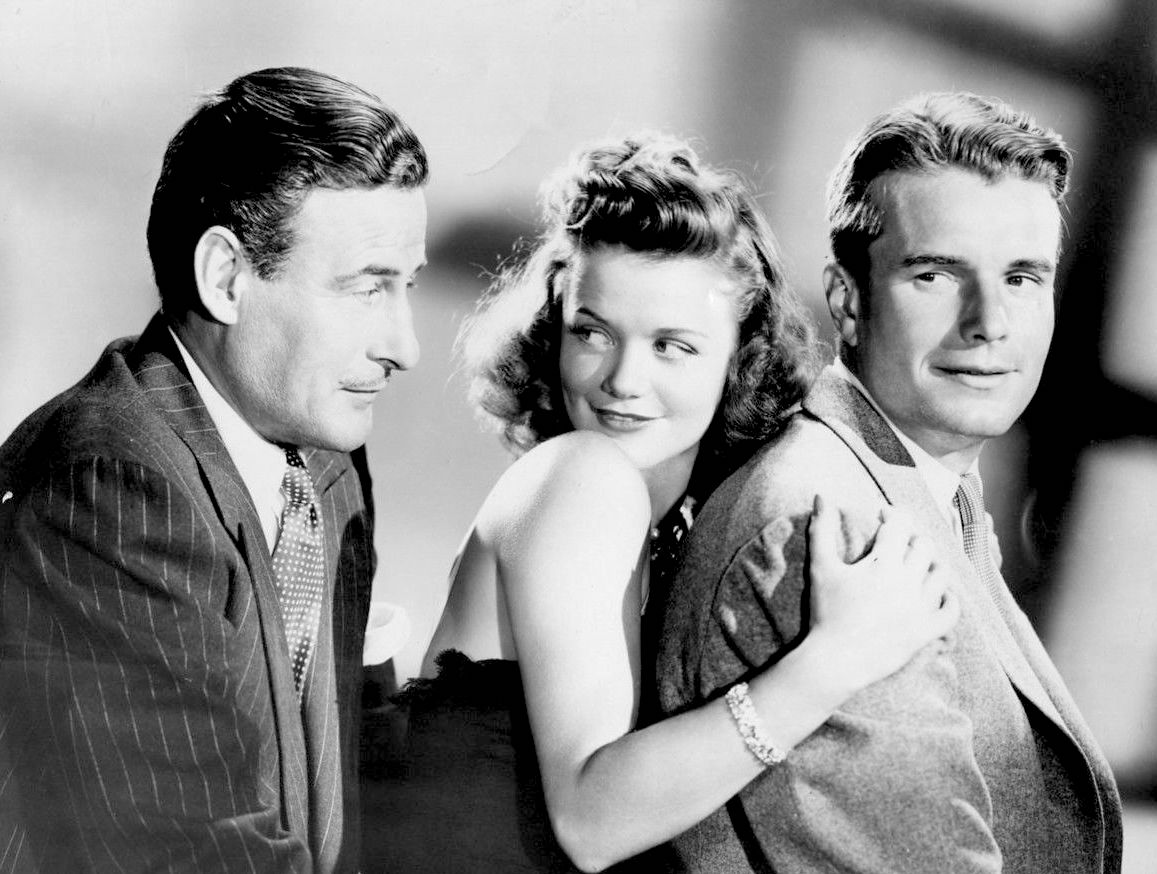
『キャット・ピープル』（1942年）

- 乙女の湖 Lac aux dames （1934年）
- 黒い瞳 Les Yeux noirs （1935年）
- みどりの園 Les Beaux Jours （1935年）
- 四つの恋愛 Ladies in Love （1936年）
- 第七天国 Seventh Heaven （1937年）
- ジョゼット Josette （1938年）
- 獣人 La Bête humaine （1938年）
- 第三の接吻 Cavalcade d'amour （1940年）
- 悪魔の金 All That Money Can Buy （1941年）
- キャット・ピープル Cat People （1942年）
- キャット・ピープルの呪い The Curse of the Cat People （1944年）
- 誘惑の港 Temptation Harbour （1947年）
- 女の獄舎 Donne senza nome （1950年）
- 輪舞 La Ronde （1950年）
- 処女オリヴィア Olivia （1951年）
- 快楽 Le Plaisir （1952年）
- The Woman in Blue （1973年）

## 映像資料
2005年現在、『獣人』『キャット・ピープル』『輪舞』が日本向けDVDとして販売されている。以前は『キャット・ピープルの呪い』のLDも販売されていた。